# Martin Page
Pour les articles homonymes, voir Page.
Martin Page est un écrivain, illustrateur et éditeur français non-binaire,, né le 7 février 1975. Il écrit également sous le pseudonyme de Pit Agarmen.

## Jeunesse et formation

### Paris et sa banlieue
Martin Page passe sa jeunesse en banlieue sud de Paris, a vécu dans le quartier de Château-Rouge à Paris et habite désormais Nantes. Il a mis en avant l'opposition entre Paris et sa banlieue pour affirmer son attachement à l'idée de grande ville en déclarant en entretien : « Je vis à Paris depuis sept ans ; avant j'habitais la banlieue sud. Comme le personnage principal de mon roman [Peut être une histoire d'Amour, 2008], j'aime cette ville parce que je sais ce que c'est que de ne pas y vivre, d'habiter dans des endroits où il n'y a rien, où on ne peut rien faire sans voiture. Ma théorie c'est que pour aimer Paris, il faut d'abord avoir vécu ailleurs »

### Études
Il a étudié à l'université sans toutefois s'arrêter sur un domaine précis, il s'inscrit ainsi dans de nombreuses disciplines comme le droit, la psychologie, la philosophie, l'histoire de l'art, la sociologie, l'anthropologie et la linguistique.
Parallèlement à ses études, il a exercé de nombreux métiers : gardien de nuit, homme de ménage sur des festivals ou bien surveillant en internat.
S'il publie son premier roman à 25 ans (Comment je suis devenu stupide, 2000), Martin Page admet avoir été attiré par l'écriture depuis son enfance.
Il est le fils de Christiane Page, universitaire et autrice de nombreux ouvrages aux Presses universitaires de Bretagne. 

## Monstrograph
Avec l'autrice Coline Pierré, il a créé une micro-maison d’édition associative, Monstrograph, pour publier des projets collectifs, des rééditions et des textes originaux d’autrices et d’auteurs. En août 2020, Monstrograph reçoit des menaces de poursuites pénales de la part d'un fonctionnaire du ministère de l'Égalité entre les femmes et les hommes à la suite de la publication de Moi les hommes, je les déteste, de Pauline Harmange. En résulte un effet Streisand, qui conduit le livre à être épuisé en quelques semaines malgré plusieurs nouveaux tirages : les éditions du Seuil rachètent le livre pour le republier en octobre 2020 et des maisons d'éditions américaines et anglaises réalisent des offres pour le traduire et le publier. Ils ont notamment publié Moi les hommes, je les déteste,  de Pauline Harmange, Poétique réjouissante du lubrifiant, de Lou Sarabadzic, Nos existences handies, de Zig Blanquer, et plusieurs collectifs. La maison d'édition a fermé ses portes le 31 décembre 2022.

## Œuvre

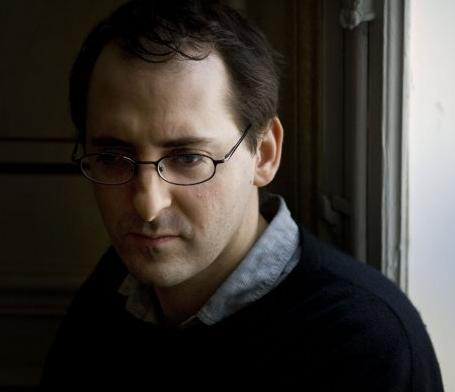
Martin Page en 2008.

L'œuvre de Martin Page est principalement composée de romans. Parallèlement à son œuvre de romancier, Martin Page a une activité d'auteur jeunesse. Il aborde néanmoins des sujets des plus sérieux, par exemple sur les enfants battus, en leur donnant une approche poétique, comme dans Le Garçon de toutes les couleurs (L'école des loisirs, 2007), dont les couleurs du visage naissent des coups qu'il reçoit.
Son premier essai est publié chez Ramsay (De la pluie, 2007).
Ses essais questionnent des sujets de société. En 2014, il publie un essai très critique sur le milieu littéraire, sous forme d'une fausse correspondance à la manière de Lettres à un jeune poète, de Rainer Maria Rilke : Manuel d'écriture et de survie. La défense de la cause animale et le véganisme sont les sujets de son livre, Les animaux ne sont pas comestibles, paru en 2017 : "Être végane a changé ma manière d’écrire".En 2018, il aborde la question de la pénétration masculine, de la sexualité des hommes et des femmes d'aujourd'hui, sujet délicat traité avec recul et humour. Publié en 2018, d'abord par les éditions Monstrograph, le livre est rapidement épuisé. Face à ce succès, les éditions Le nouvel Attila le rééditeront à partir de janvier 2020.
En 2011, il crée également un blogue sous le pseudonyme de Pit Agarmen (anagramme de Martin Page). Il a publié un livre sous ce nom aux éditions Robert Laffont, La nuit a dévoré le monde, un roman de zombies, dont une adaptation au cinéma a été réalisée en 2018 par Dominique Rocher . Sous ce même nom, il est l'auteur d'un roman mettant en scène une super-héroïne, Je suis un dragon.
Ses romans sont traduits dans de nombreuses langues. 

### Romans
- 2001 : Comment je suis devenu stupide, Paris, Le Dilettante
- 2002 : Une parfaite journée parfaite, Paris, éditions Mutine
- 2003 : La libellule de ses huit ans, Paris, Le Dilettante
- 2005 : On s'habitue aux fins du monde, Paris, Le Dilettante[21]
- 2008 : Peut-être une histoire d'amour, Paris, éditions de l'Olivier[22]
- 2010 : La Disparition de Paris et sa renaissance en Afrique, Paris, éditions de l'Olivier Prix Ouest-France Étonnants Voyageurs 2010[23].
- 2013 L'apiculture selon Samuel Beckett, Paris, éditions de l'Olivier Prix du Salon du Livre de Chaumont, 2013.
- 2016 : L’Art de revenir à la vie, Paris, Le Seuil

#### Sous le pseudonyme de Pit Agarmen
- 2012 : La nuit a dévoré le monde, Paris, éditions Robert Laffont
- 2015 : Je suis un dragon, Paris, éditions Robert Laffont

### Poésie
- 2021 : 24 putain de poèmes de Noël, éditions Monstrograph
- 2022 : Un accident entre le monde et moi, éditions Bruno Doucey
- 2024 : Nonbinaires, Éditions Bruno Doucey

### Essais, nouvelles et autres
- 2007 : De la pluie, Ramsay. Nouvelle édition revue aux éditions Monstrograph, 2019
- 2010 : La Mauvaise habitude d'être soi, ill. de Quentin Faucompré, Paris, L'Olivier
- 2012 : Nous avons des armes et nous ne savons pas nous en servir, avec Jakuta Alikavazovic, Lille, Nuit Myrtide
- 2014 : Manuel d'écriture et de survie, Éditions du Seuil
- 2015 : Tu vas rater ta vie et personne ne t'aimera jamais, Paris, éditions Monstrograph
- 2015 : N'essayez pas de changer : le monde restera toujours votre ennemi, avec Coline Pierré, Paris, éditions Monstrograph
- 2016 : La charité des pauvres à l'égard des riches, avec les dessins de Quentin Faucompré, Marseille, Les éclairs
- 2016 : 16 ways to get a boner, illustrations sans texte, Paris, éditions Monstrograph
- 2016 : If diseases were desserts, en anglais et avec illustrations, Paris, éditions Monstrograph
- 2017 : Les animaux ne sont pas comestibles, Paris, Robert Laffont
- 2018 : Au-delà de la pénétration, Paris, éditions Monstrograph. Nouvelle édition aux éditions Le nouvel Attila, 2020

### Jeunesse
- 2007 : Le garçon de toutes les couleurs, Paris, L'école des loisirs
- 2007 : Juke-box, collectif, Paris, L'école des loisirs
- 2009 : Conversation avec un gâteau au chocolat, avec les dessins de Aude Picault (dessins), Paris, L'école des loisirs
- 2009 : Je suis un tremblement de terre, Paris, L'école des loisirs
- 2009 : Traité sur les miroirs pour faire apparaitre les dragons, Paris, L'école des loisirs
- 2011 : La bataille contre mon lit, avec les dessins de Sandrine Bonini, Paris, Baron perché,
- 2012 : Plus tard, je serai moi, Arles, éditions du Rouergue
- 2013 : Le Zoo des légumes, avec les dessins de Sandrine Bonini, Paris, L'école des loisirs
- 2015 : La folle rencontre de Flora et Max, avec Coline Pierré, Paris, L'école des loisirs
- 2016 : La recette des parents, avec les dessins de Quentin Faucompré, Arles, éditions du Rouergue
- 2018 : La première fois que j'ai (un peu) changé le monde, Arles, Playbac
- 2018 : Les nouvelles vies de Flora et Max, avec Coline Pierré, Paris, L'école des loisirs
- 2019 : Le permis d'être un enfant, avec les dessins de Ronan Badel, Paris, Gallimard jeunesse

### Bande dessinée
- 2012 : Le Banc de touche, avec Clément C. Fabre, Berlin, Warum/Vraoum

### Collectifs
- 2018 : Les artistes ont-ils vraiment besoin de manger ?, avec Coline Pierré, Paris, éditions Monstrograph, Collection Minute papillon
- 2021 : Les artistes habitent-ils quelque part ?, avec Coline Pierré, Paris, éditions Monstrograph, Collection Minute papillon
- 2022 : Les artistes ont-iels un corps ?, avec Coline Pierré, Paris, éditions Monstrograph, Collection Minute papillon

## Prix littéraires
- Le 8 octobre 2008, le roman de Martin Page Peut être une histoire d'amour (Olivier, 2008) a été retenu en deuxième sélection pour le prix Renaudot[24].
- Son roman La Disparition de Paris et sa renaissance en Afrique (Olivier, 2010) a reçu le Prix du roman Ouest-France / Étonnants Voyageurs 2010[23].
- En 2012, son roman La nuit a dévoré le monde a été retenu en première et en deuxième sélection pour le prix de Flore[25].
- En 2013, L'Apiculture selon Samuel Beckett reçoit le prix du Salon du Livre de Chaumont (Haute-Marne) couronnant un ouvrage qui illustre « l'art en lettres ».

## Adaptations de son œuvre

### En bande dessinée
- Comment je suis devenu stupide, dessins de Nikola Witko, Montpellier, 6 pieds sous terre, 2004
- Le club des inadapté.e.s, dessins de Cati Baur, couleurs de Christophe Bouchard, Rue de sèvres, 2021

### En long métrage
- La nuit a dévoré le monde, long-métrage réalisé par Dominique Rocher, 2018
- Talvez uma História de Amor (Peut-être une histoire d'amour), long-métrage réalisé par Rodrigo Bernardo, Brésil, 2018[26]

## Identité de genre
Martin Page est non binaire, une identité explorée dans son recueil de poésie Nonbinaires paru en 2024.